# ارتم زیاسایاداووک
ارتم زیاسایاداووک (اوکراینی: Артем Ігорович Засядьвовк؛ زادهٔ ۲۰ مهٔ ۱۹۸۳) بازیکن فوتبال اهل اوکراین است.
از باشگاه‌هایی که در آن بازی کرده‌است می‌توان به باشگاه فوتبال شینیک یاروسلاول اشاره کرد.